# Autorité fédérale de surveillance des marchés financiers
L'Autorité fédérale de surveillance des marchés financiers (FINMA, de l'allemand Eidgenössische Finanzmarktaufsicht) est une société de droit public suisse visant à placer, au niveau national, « la surveillance étatique des banques, entreprises d’assurance, bourses, négociants en valeurs mobilières et autres intermédiaires financiers sous l’égide d’une autorité unique ».

## But
La FINMA a été créée par la réunion de la Commission fédérale des banques (CFB), de l'Office fédéral des assurances privées (OFAP) et de l'Autorité de contrôle en matière de lutte contre le blanchiment d’argent (AdC LBA), dans le but de « protéger, conformément aux lois sur les marchés financiers, les créanciers, les investisseurs et les assurés, et d’assurer le bon fonctionnement des marchés financiers. Elle contribue ce faisant à améliorer la réputation et la compétitivité de la place financière suisse », selon l'article 5 de la loi à l'origine de cette création.
La FINMA est aussi responsable de contrôler que les banques et les assurances précisent les risques financiers liés au changement climatique et leur manière d'y répondre, avec des informations qualitatives et quantitatives, pour encourager la transparence et éviter l'écoblanchiment,.

## Organisation
En 2009, elle est dirigée par Patrick Raaflaub et emploie 320 personnes réparties dans sept secteurs (grandes banques, banques/intermédiaires financiers, surveillance intégrée des assurances, assurances branches, marchés, affaires juridiques et internationales/enforcement, services).
En 2014, le conseil d'administration de la FINMA a nommé à l'unanimité le Britannique Mark Branson, ancien cadre de la banque UBS, comme directeur de la FINMA. Ce choix a été avalisé par le Conseil fédéral.
Urban Angehrn, responsable des investissements à la Zurich assurance, lui succède le 1er novembre 2021. Il démissionne pour raisons de santé à la fin septembre 2023.

## Historique
Après plusieurs années de travaux préparatifs, la FINMA entre en fonction le 1er janvier 2009. 

### Affaire UBS aux États-Unis
Le 18 février 2009, l'UBS accepte, malgré le droit suisse contraire, de livrer à la justice américaine le nom d'environ 250 à 300 clients qu'elle a aidé à échapper au fisc américain et de verser 780 millions de dollars d'amende. Pour entériner cette procédure contraire au droit suisse, la Finma utilise un article de loi prévu pour des situations où une banque est menacée de faillite. Par la suite, (fin février 2009), le Tribunal Administratif Fédéral interdit à titre superprovisionnel à la FINMA de transmettre les données bancaires de 300 clients de l'UBS aux autorités fiscales américaines de l'Internal Revenue Service. Cependant les données de 250 clients de l'UBS ont déjà été transmises.